# Eteone pusilla
Eteone pusilla är en ringmaskart som beskrevs av Örsted 1843. Eteone pusilla ingår i släktet Eteone och familjen Phyllodocidae. Inga underarter finns listade i Catalogue of Life.